# Avicii – I'm Tim
Avicii – I'm Tim es un documental de 2024 que explora la vida del DJ sueco Avicii. La película se estrenó el 9 de junio de 2024 en el Festival de Tribeca. Está dirigida por el cineasta sueco Henrik Burman y producida por Björn Tjärnberg. El documental incluye entrevistas con figuras como Chris Martin, Nile Rodgers y David Guetta, entre otros.

## Trama
La descripción previa de la película, según el Festival de Tribeca, dice: «Antes de que existiera Avicii, solo estaba Tim. Por primera vez, a través de sus propias palabras, sé testigo del viaje de un tímido pero prodigioso talento musical que pronto se convertiría en uno de los artistas más emblemáticos de su generación».
Según Billboard, la película incluirá «imágenes de archivo inéditas y entrevistas con el propio Bergling». También contará con «material nuevo, con entrevistas a la familia, amigos y colegas de Bergling».

## Lanzamiento
El documental fue anunciado originalmente por Candamo Film en septiembre de 2021, con una fecha de estreno prevista para 2023. La producción comenzó en 2019. Sobre la película, el director Henrik Burman declaró: «Mi objetivo es ofrecer una perspectiva honesta y nueva tanto del artista Avicii como de la vida de Tim. Quiero que esta sea una película que sorprenda a la audiencia y desafíe la imagen pública del mayor artista internacional de Suecia en la actualidad, y al hacerlo, también arroje luz sobre lo que su música ha significado para tantas personas».
La nueva fecha de estreno se anunció en el perfil de Instagram de Avicii en abril de 2024. El lanzamiento en salas más amplias aún no se ha confirmado. El 9 de octubre de 2024, se anunció que el documental se proyectará en el Festival de Cine de Estocolmo de 2024.
El 4 de noviembre de 2024, Candamo Film anunció que el documental se estrenará mundialmente en Netflix a partir del 31 de diciembre de 2024. El documental será lanzado junto con la última presentación de Avicii en Ushuaïa Ibiza, realizada el 28 de agosto de 2016, titulada Avicii – My Last Show.